# Pekka Leskinen
Pour les articles homonymes, voir Leskinen.
Juha Pekka Leskinen, né le 26 février 1954 à Kuopio, est un patineur artistique finlandais. Il est triple champion de Finlande en 1970, 1971 et 1975.

## Biographie

### Carrière sportive
Pekka Leskinen représente le Kuopio Skating Club. Il est triple champion de Finlande en 1970, 1971 et 1975.
Il représente son pays à six championnats européens (1971 à Zurich, 1972 à Göteborg, 1974 à Zagreb, 1975 à Copenhague, 1976 à Genève et 1977 à Helsinki), quatre mondiaux  (1972 à Calgary, 1974 à Munich, 1976 à Göteborg et 1977 à Tokyo) et aux Jeux olympiques d'hiver de 1976 à Innsbruck.
Il arrête les compétitions sportives après les mondiaux de 1977.

### Reconversion
Pekka Leskinen devient avocat. Il est également juge de l'Union internationale de patinage et officie notamment aux Jeux olympiques d'hiver de 2002 à Salt Lake City, 2010 à Vancouver et 2018 à Pyeongchang.

## Palmarès
| Compétitions principales | 1970    | 1971    | 1972    | 1973    | 1974    | 1975    | 1976    | 1977    |  |  |  |  |  |  |
| Jeux olympiques d'hiver  |         |         |         |         |         |         | 13e     |         |  |  |  |  |  |  |
| Championnats du monde    |         |         | 19e     |         | 18e     |         | 10e     | 10e     |  |  |  |  |  |  |
| Championnats d'Europe    |         | 19e     | 19e     |         | 19e     | 12e     | 9e      | 5e      |  |  |  |  |  |  |
| Championnats de Finlande | 1er     | 1er     | F       | F       | F       | 1er     | F       | F       |  |  |  |  |  |  |
|                          |         |         |         |         |         |         |         |         |  |  |  |  |  |  |
| Autre compétition        | 1969/70 | 1970/71 | 1971/72 | 1972/73 | 1973/74 | 1974/75 | 1975/76 | 1976/77 |  |  |  |  |  |  |
| Skate Canada             |         |         |         |         |         |         |         | 5e      |  |  |  |  |  |  |
| Légende : F = Forfait    |         |         |         |         |         |         |         |         |  |  |  |  |  |  |